# Halász Béla (orvos)
Halász Béla (Kalaznó, 1927. július 4. – Budapest, 2019. március 7.) Bolyai Nagydíjas és Széchenyi-díjas magyar orvos, anatómus, neuroendokrinológus, egyetemi tanár, professor emeritus, a Magyar Tudományos Akadémia rendes tagja. A belső elválasztású mirigyek szabályozásának neves kutatója, elsősorban az idegrendszer szerepét illetően. 1973 és 1979 a Semmelweis Orvostudományi Egyetem rektorhelyettese. 1990 és 1996 között az MTA egyik alelnöke.

## Életpályája
1948-ban kezdte meg egyetemi tanulmányait a Pécsi Orvostudományi Egyetemen. Itt szerzett orvosdiplomát 1954-ben. Ennek megszerzése után az egyetem Anatómiai Intézete munkatársa lett. 1963-tól adjunktusként, 1968-tól egyetemi docensként dolgozott. 1964-ben egy évig a Ford-ösztöndíjjal a Kaliforniai Egyetem agykutató intézetében tanult. Itt Szentágothai János egyik legközelebbi munkatársa volt. 1971-ben vette át egyetemi tanári kinevezését, immár a Semmelweis Orvostudományi Egyetem Anatómiai, Szövet- és Fejlődéstani Intézetében. Ezzel együtt az intézet mellett működő tanszék vezetését is átvette. Eközben 1973 és 1979 között az egyetem oktatási rektorhelyettese volt. 1982-ben (tanszékvezetői állása mellett) az MTA és a SOTE Egyesített Kutatószervezetének elnöke lett. A tanszéket és a kutatószervezetet 1995-ig irányította. 1997-ben nyugdíjba vonult, majd kutatóprofesszori megbízást, illetve professor emeritusi címet kapott. 2005-ben Szilárd Leó professzori ösztöndíjjal kutatott.
1966-ban védte meg az orvostudományok kandidátusi, 1972-ben akadémiai doktori értekezését. Az MTA Elméleti Orvostudományi Tudományos Bizottságának lett tagja. 1979-ben megválasztották a Magyar Tudományos Akadémia levelező, 1985-ben pedig rendes tagjává. 1985-ben átvette az Orvosi Tudományok Osztálya elnöki tisztségét, ebből kifolyólag az akadémia elnökségében is részt vett. 1990-ben az MTA egyik alelnökévé választották, amely tisztségét 1996-ig töltötte be. Emellett több éven át az Akadémiai Kutatóhelyek Hálózati Tanácsa, az Arany János Közalapítvány, illetve a Bolyai János Alapítvány kuratóriumának elnöke volt. 1988-ban az Amerikai Művészeti és Tudományos Akadémia, illetve a londoni Európai Akadémia (Academia Europaea), 1997-ben a Belga Királyi Orvosi Akadémia is felvette tagjai sorába. Számos jelentős tisztséget töltött be tudományos egyesületeknél, többek között 1975–1980-ban a Nemzetközi Endokrinológiai Társaság alelnöke, 1987–1993-ban az Európai Endokrin Társaságok Szövetsége végrehajtó bizottságának alelnöke, 1982 és 1990 között a Magyar Endokrinológiai és Anyagcsere Társaság elnöke volt. 1992–2000-ben a Kossuth- és Széchenyi-díj Bizottság tagjaként is tevékenykedett.

## Munkássága
Fő kutatási területe a belső elválasztású mirigyek szabályozása, kiemelten ebből az idegrendszer szerepe.
Nevéhez fűződik az agyfüggelékmirigy mellsőlebeny-hormonok közvetlen visszahatási lehetőségének felvetése. Az ebben a kérdéskörben végzett első kísérletei szolgáltattak adatokat a mellékvesekéreg és a köztiagy közötti idegi kapcsolatokról. Új, sztereotaktikus eljárást dolgozott ki agyi, ezen belül hipotalamikus szerkezetek idegi kapcsolatainak megszakítására. Neuroendokrinológiával foglalkozó kutatócsoportjában megfigyeléseket tett a hipotalamusz és a csatlakozó régiók szerkezeti szerveződéseiről, illetve különböző agyterületek szerepéről az agyfüggelékmirigy mellső lebenyének működése szabályozásában, valamint ennek mechanizmusáról. Ehhez kapcsolódik legismertebb eredménye, az általa kifejlesztett, illetve róla elnevezett Halász-féle kés, amellyel sikerült az agyalapon a szabályozó és a szabályozott terület idegi kapcsolatait megszüntetnie. Ennek segítségével sikerült a szabályozás mechanizmusát felderítenie. Munkáit elsősorban magyar, angol és kezdetben német nyelven adta közre.

## Díjai, elismerései
- Akadémiai Díj (1963)[2]
- Ulf von Euler-díj (1976)[2]
- Munka Érdemrend arany fokozata (1981)[7]
- Semmelweis-emlékérem (1985)[2]
- Széchenyi-díj (1990) – A belső elválasztású mirigyműködés szabályozásának kutatása terén elért nemzetközileg kiemelkedő eredményeiért és több évtizedes igen értékes oktató-nevelő munkájáért.[2]
- Akadémiai Aranyérem (1994)[7]
- Szabó György-díj (1998, Hemingway Alapítvány)[2]
- Pázmány Péter felsőoktatási díj (2000)[7][2]
- Magyar Endokrinológiáért érem (200)[2]
- A Magyar Köztársasági Érdemrend középkeresztje (2003)[7][2]
- Akadémiai Aranyérem (2004)[2]
- Ipolyi Arnold tudományfejlesztési díj (2004, OTKA)[2]
- Szilárd Leó professzori ösztöndíj (2005)[2]
- Genersich Antal-díj (2007)[7]
- Szent-Györgyi Albert-díj (2008)[7]
- A Magyar Érdemrend középkeresztje a csillaggal (2017)[2]
- Bolyai Nagydíj (2017)[8]

## Főbb publikációi
- Histologischer Beweis einer nervösen Signalübermittelung von der Nebenrinde zum Hypothalamus (Szentágothai Jánossal, 1959)
- Hypophysiotrophic Area in the Hypothalamus (társszerző, 1962)
- Hypothalamic Control of the Anterior Pituitary, Monograph (társszerző, 1962, 1965, 1968)
- Hormone Secretion of the Anterior Pititary Gland After Physical Interruption of All Nervous Pathways to the Hypophysiotrophic Area (társszerző, 1965)
- The Endocrine Effects of Isolation of the Hypothalamus from the Rest of the Brain (könyvfejezet, 1969)
- Serotoninergic Endings on VIP-neurons in the Suprachiasmatic Nucleus and on ACTH-neurons in the Arcuate Nucleus of the Rat Hypothalamus (társszerző, 1984)
- Circadian Corticosterone Rhythm did not Develop in Rats Seven Weeks After Destruction with 5,7-DHT of the Serotoninergic Nerve Terminals in the Suprachiasmatic Nucleus at the Age of 16 days (1986)
- Hypophysis mellső lebeny hormonok és elválasztásuk idegi szabályozása : akadémiai székfoglaló : 1986. április 22. (1988)
- Analysis of Pituitary Prolactin and Adrenocortical Response ot Ether, Formalin or Restraint of Lactating Rats (társszerző, 1994)
- Neuronal Labeling in the Rat Brain and Spinal Cord from the Ovary using Viral Transneuronal Tacing Technique (társszerző, 1998)